# Miguel Ángel González Suárez
Miguel Ángel González Suárez (* 24. Dezember 1947 in Ourense; † vor oder am 6. Februar 2024), allgemein bekannt als Miguel Ángel, war ein spanischer Fußballtorwart.

## Karriere
Miguel Ángel begann seine sportliche Laufbahn als Handballtorwart in seiner Heimatstadt bei Cardenal Cisneros, bevor er erst als 18-Jähriger schließlich zum kleinen Fußball-Regionalligisten AD Couto wechselte. Seine guten Leistungen brachten ihn nach kurzer Zeit zum bedeutendsten Klub der Stadt, CD Ourense. Im Sommer 1967, nach nur einem Jahr im Fußballsport, verpflichtete ihn bereits Real Madrid, lieh ihn aber vorerst an den Zweitligisten CD Castellón aus. Ab Sommer 1968 war er schließlich Teil des Kaders von Real Madrid, doch unter Trainer Miguel Muñoz konnte er sich nie einen Stammplatz sichern, Nummer eins waren zuerst der Kanare Antonio Betancort sowie Andrés Junquera sowie später José Luis Borja und Mariano García Remón. Erst in der Saison 1973/74 gelang der Durchbruch, nachdem Luis Molowny mitten in der Saison das Traineramt interimsmäßig übernahm und Miguel Ángel ins Tor stellte. Im Pokalfinale zeigte der Galicier sein Können beim 4:0 gegen den Erzrivalen FC Barcelona. Im folgenden Jahr, unter Trainer Miljan Miljanić, wurde er schließlich endgültig zum ersten Torhüter des Kaders. Während seiner insgesamt 18 Jahre bei Real Madrid eroberte er zwei Mal den UEFA-Pokal, acht spanische Meisterschaften, fünf Pokale sowie einen Ligacup. Am 30. Juni 1986 beendete er seine Karriere als Spieler.

## Nationalmannschaft
In der Nationalmannschaft brachte es Miguel Ángel auf insgesamt 18 Spiele. Er war zudem Teil des WM-Aufgebotes der Spanier 1978 und 1982. 1978 bestritt er alle drei Spiele der Spanier, 1982 kam er nicht zum Einsatz. In der Nationalmannschaft stand er meist im Schatten von José Ángel Iribar bzw. später Luis Arconada.

## Erfolge
- 2× UEFA-Pokal-Sieger
  - 1984/85, 1985/86
- 8× Spanischer Meister
  - 1968/69, 1971/72, 1974/75, 1975/76, 1977/78, 1978/79, 1979/80, 1985/86
- 5× Spanischer Pokalsieger
  - 1969/70, 1973/74, 1974/75, 1979/80, 1981/82
- 1× Spanischer Ligapokalsieger
  - 1985
- 1× Trofeo Zamora (Torhüter mit den wenigsten Gegentoren in der spanischen Liga)
  - 1975/76